# Masaki Watanabe
Masaki Watanabe (渡邉 将基 Watanabe Masaki?), född 2 december 1986 i Kyoto prefektur, är en japansk fotbollsspelare.
Watanabe började sin karriär 2009 i Sagan Tosu. Efter Sagan Tosu spelade han för Yokohama FC, Giravanz Kitakyushu, Ventforet Kofu och FC Gifu.